# Inés de Châtillon
Inés de Châtillon o Inés de Antioquía (en húngaro: Châtillon Ágnes), (1154-1184), Reina consorte de Hungría, esposa de Bela III de Hungría.

## Biografía
Inés era hija de Reinaldo de Châtillon, Príncipe de Antioquía, y de Constanza, princesa de Antioquía. Reinaldo había heredado el título por medio de su esposa, pero fue capturado en noviembre de 1160 por los musulmanes y confinado en Aleppo por los siguientes 17 años.
Posteriormente Inés viajó a Constantinopla donde su hermana María de Antioquía vivía como esposa del emperador bizantino Manuel I Comneno. Una vez residenciada en la corte imperial, Inés se convirtió a la fe ortodoxa y recibió el nombre de Ana, y por orden de Manuel I se casó en 1168 con el príncipe húngaro Béla, quien también vivía en la corte bizantina y, tras haberse convertido a la fe ortodoxa, había adoptado el nombre de Alexios.
La pareja viajó pronto en peregrinaje al Reino de Jerusalén, donde hicieron una donación a los Caballeros Hospitalarios. En el verano de 1172, tras enterarse de la muerte del rey Esteban III de Hungría, hermano mayor de Béla, Inés y su esposo regresaron al Reino de Hungría para ocupar el trono vacante. Entre los principales hijos de la pareja se hallaban los futuros Emerico de Hungría, nacido en 1174, y Andrés II de Hungría en 1175.
Inés murió en 1184 con unos 30 años de edad y fue enterrada en la ciudad de Székesfehérvár.